# Abelizauroidy
Abelizauroidy (Abelisauroidea) – nadrodzina teropodów z grupy ceratozaurów (Ceratosauria). Definiowana jako najwęższy klad obejmujący gatunki Carnotaurus sastrei i Noasaurus leali, lub jako klad obejmujący Carnotaurus sastrei i wszystkie teropody bliżej spokrewnione z nim niż z Ceratosaurus nasicornis.
Abelizauroidy pojawiły się w okresie jurajskim i przetrwały do końca okresu kredowego. Najstarszym znanym przedstawicielem grupy jest bazalny przedstawiciel Abelisauridae Eoabelisaurus mefi, którego skamieniałości odkryto w argentyńskiej prowincji Chubut w osadach z aalenu lub bajosu. Z Tendaguru w Tanzanii znane są dwie kości piszczelowe (jedna z późnej jury, z kimerydu, a druga z przełomu jury i kredy, z tytonu lub berriasu), pierwotnie zidentyfikowane jako należące do celurozaurów; późniejsze badania wykazały jednak, że kości te należały do małych lub średniej wielkości abelizauroidów. Z Tendaguru znane są też dwie kości piszczelowe i kość udowa mogące należeć do żyjącego w późnej jurze przedstawiciela Abelisauridae. Ezcurra i Agnolín (2012) uznali też koniec dalszy lewej kości piszczelowej oznaczony MB. R.2351 odkryty w środkowojurajskich (baton) osadach angielskiej formacji Taunton Limestone za należący do przedstawiciela Abelisauroidea sensu Tykoski i Rowe (2004). Jeśli taką jego pozycję filogenetyczną potwierdzą przyszłe badania, będzie to oznaczać, że w już w środkowej jurze abelizauroidy zasiedlały zarówno Gondwanę, jak i zachodnią Laurazję. Pol i Rauhut (2012) stwierdzili jednak, że cechy budowy mające świadczyć o przynależności teropoda do którego należała ta kość do Abelisauroidea w rzeczywistości występują też u celurozaurów, w związku z czym nie można potwierdzić przynależności MB. R.2351 do Abelisauroidea.
Część naukowców uważa jurajskie ceratozaury z rodzajów Elaphrosaurus, Spinostropheus, Ozraptor i Berberosaurus za bliżej spokrewnione z rodziną Abelisauridae niż z ceratozaurem, i tym samym według niektórych definicji za należące do abelizauroidów. Analiza kladystyczna Carrano i Sampsona (2008) sugeruje, że Elaphrosaurus, Spinostropheus i Berberosaurus były ceratozaurami bardziej bazalnymi niż Ceratosaurus, a tym samym nie mogły należeć do Abelisauroidea; ponadto zdaniem autorów niemożliwe jest określenie pozycji filogenetycznej rodzaju Ozraptor. Z kolei z analizy kladystycznej Ezcurry i współpracowników (2010) wynika, że rodzaje Elaphrosaurus, Austrocheirus i Limusaurus są bliżej spokrewnione z Abelisauridae niż z ceratozaurem (i tym samym należały do Abelisaroidea sensu Tykoski i Rowe, 2004); nie można natomiast stwierdzić, czy należą one też do Abelisauroidea sensu Wilson et al. (2003), gdyż na drzewie ścisłej zgodności te trzy rodzaje są w nierozwikłanej politomii z rodzajami Noasaurus, Masiakasaurus i Ligabueino oraz z kladem obejmującym wszystkie pozostałe abelizauroidy. Z analizy Pola i Rauhuta (2012) wynika, że Berberosaurus, Elaphrosaurus, Limusaurus i Spinostropheus były dalej spokrewnione z Abelisauroidea niż ceratozaur. Abelizauroidy żyły na półkuli południowej, z wyjątkiem taraskozaura, który zamieszkiwał tereny współczesnej południowej Europy.

## Taksonomia
Nadrodzina Abelisauroidea
- ?Austrocheirus
- ?berberozaur
- ?elafrozaur
- genuzaur
- ?Limusaurus
- ?Ozraptor
- ?spinostrof
- taraskozaur
- Rodzina Noasauridae
  - bahariazaur
  -  ?deltadrom
  -  ?lewizuch
  - ligabino
  - masjakazaur
  - noazaur
  - welocizaur
- Rodzina Abelisauridae
  - abelizaur
  - Eoabelisaurus
  - indozaur
  - indozuch
  - ksenotarsozaur
  - Rugops
  - Podrodzina Carnotaurinae
    - ekryksinatozaur
    - ilokelezja
    - majungazaur
    - rajazaur
    - skorpiowenator
    - Plemię Carnotaurini
      - aukazaur
      - karnotaur